# Gustav Schmidt (general)
Gustav Schmidt (24 de abril de 1894-7 de agosto de 1943) fue un general alemán en la Wehrmacht durante la II Guerra Mundial. Fue condecorado con la Cruz de Caballero de la Cruz de Hierro con Hojas de Roble. Schmidt se suicidó el 7 de agosto de 1943 para evitar su captura por el Ejército Rojo, en el curso de la ofensiva soviética de Belgorod-Járkov.

## Condecoraciones
- Cruz de Hierro (1914) 2ª Clase (15 de septiembre de 1914) & 1ª Clase (18 de octubre de 1915)[1]
- Broche de la Cruz de Hierro (1939) 2ª Clase (21 de septiembre de 1939) & 1ª Clase (2 de octubre de 1939)[1]
- Cruz Alemana en Oro el 22 de abril de 1942 como Oberst en la 19. Schützen-Brigade[2]
- Cruz de Caballero de la Cruz de Hierro con Hojas de Roble
  - Cruz de Caballero el 4 de septiembre de 1940 como Oberst y comandante del Infanterie-Regiment 742[3]
  - 203ª Hojas de Roble el 6 de marzo de 1943 como Generalleutnant y comandante de la 19. Panzer-Division[4]